# Chimborazo (tỉnh)

Bản đồ tỉnh Chimborazo ở Ecuador.

Chimborazo là một tỉnh của Ecuador, tỉnh này nằm ở miền trung dãy Andes Ecuador, có vườn quốc gia Sangay. Tỉnh lỵ là Riobamba. Tỉnh này có Chimborazo (6.267 m), là núi cao nhất Ecuador.
Tỉnh này có 10 tổng.
Tổng (thủ phủ)
1. Alausí (Alausí)
2. Chambo (Chambo)
3. Chunchi (Chunchi)
4. Colta (Villa la Unión)
5. Cumandá (Cumandá)
6. Guamote (Guamote)
7. Guano (Guano)
8. Pallatanga (Pallatanga)
9. Penipe (Penipe)
10. Riobamba (Riobamba)